# Lucio Battisti (album)
Lucio Battisti è il primo album discografico di Lucio Battisti, pubblicato il 5 marzo 1969 dall'etichetta discografica Dischi Ricordi.

## Descrizione
L'album contiene 12 brani, tra cui canzoni precedentemente cedute ad altri cantanti ora reinterpretate da Battisti (è il caso di 29 settembre e Nel cuore, nell'anima, interpretate già nel 1967 dagli Equipe 84) e canzoni già uscite sino ad allora solo su singolo (come Un'avventura del gennaio 1969 e Balla Linda del 1968). L'unica differenza di queste ultime rispetto alla versione edita su singolo è il fatto che qui la registrazione è stereofonica mentre i singoli erano monofonici; la versione di Per una lira contenuta in questo album differisce nell'arrangiamento da quella pubblicata nel 1966.
Le matrici sono datate 22 febbraio.

## Accoglienza
| Recensione | Giudizio |
| ---------- | -------- |
| Ondarock   | 6,5 / 10 |
| AllMusic   | [ 5 ]    |

Fu il terzo album più venduto in Italia nel 1969, raggiungendo nella classifica settimanale il primo posto.

## Tracce
Lato A
1. Un'avventura – 3:10 (testo: Mogol – musica: Lucio Battisti)
2. 29 settembre – 3:29 (testo: Mogol – musica: Lucio Battisti, Renato Angiolini)
3. La mia canzone per Maria – 3:10 (testo: Mogol – musica: Lucio Battisti)
4. Nel sole, nel vento, nel sorriso e nel pianto – 2:45 (testo: Mogol – musica: Lucio Battisti)
5. Uno in più – 3:43 (testo: Mogol – musica: Lucio Battisti, Renato Angiolini)
6. Non è Francesca – 3:55 (testo: Mogol – musica: Lucio Battisti)

Lato B
1. Balla Linda – 3:06 (testo: Mogol – musica: Lucio Battisti)
2. Per una lira – 2:27 (testo: Mogol – musica: Lucio Battisti, Renato Angiolini)
3. Prigioniero del mondo – 3:26 (testo: Mogol – musica: Carlo Donida Labati)
4. Io vivrò (senza te) – 3:56 (testo: Mogol – musica: Lucio Battisti)
5. Nel cuore, nell'anima – 2:21 (testo: Mogol – musica: Lucio Battisti)
6. Il vento – 3:31 (testo: Mogol – musica: Lucio Battisti)

## Formazione
- Lucio Battisti – voce, chitarra e pianoforte
- Giovanni Tommaso, Angel Salvador, Damiano Dattoli – basso
- Demetrio Stratos – organo
- Gianni Dall'Aglio, Franz Di Cioccio – batteria
- Vince Tempera – pianoforte
- Giorgio Benacchio, Dave Sumner – chitarra
- Maurizio Vandelli – chitarra, cori
- Natale Massara – sax
- I 4 + 4 di Nora Orlandi – cori
- Direzione d'orchestra: Gian Piero Reverberi (Un'avventura, Non è Francesca) e Detto Mariano (La mia canzone per Maria, Balla Linda, Prigioniero del mondo, Io vivrò (senza te))